# Стефано Дезідері
Стефано Дезідері (італ. Stefano Desideri, * 3 липня 1965, Рим) — італійський футболіст, півзахисник. По завершенні ігрової кар'єри — футбольний тренер.
Як гравець насамперед відомий виступами за клуб «Рома», а також олімпійську збірну Італії.
Дворазовий володар Кубка Італії.

## Клубна кар'єра
Вихованець футбольної школи клубу «Рома».
У дорослому футболі дебютував 1984 року виступами за команду клубу «П'яченца», в якій на умовах оренди провів один сезон, взявши участь у 20 матчах чемпіонату.
Своєю грою за цю команду привернув увагу представників тренерського штабу головної команди клубу «Рома», до складу якого повернувся 1985 року. Відіграв за «вовків» наступні шість сезонів своєї ігрової кар'єри. Більшість часу, проведеного у складі «Роми», був основним гравцем команди. За цей час двічі виборював титул володаря Кубка Італії.
Згодом з 1991 по 1997 рік грав у складі команд клубів «Інтернаціонале» та «Удінезе».
Завершив професійну ігрову кар'єру у клубі «Ліворно», за команду якого виступав 1998 року.

## Виступи за збірні
1986 року залучався до складу молодіжної збірної Італії. На молодіжному рівні зіграв у 3 офіційних матчах.
1988 року захищав кольори олімпійської збірної Італії. У складі збірної був учасником футбольного турніру на Олімпійських іграх 1988 року у Сеулі, провів 3 матчі, забив 1 гол.

## Кар'єра тренера
Розпочав тренерську кар'єру невдовзі по завершенні кар'єри гравця, 2000 року, очоливши тренерський штаб клубу «Марсала».
Наразі останнім місцем тренерської роботи був клуб «Астреа», команду якого Стефано Дезідері очолював як головний тренер 2001 року.

## Титули і досягнення
- Володар Кубка Італії (2):

«Рома»: 1985–86, 1990–91